# 437 v. Chr.
Portal Geschichte | Portal Biografien | Aktuelle Ereignisse | Jahreskalender | Tagesartikel

◄ |
6. Jahrhundert v. Chr. |
5. Jahrhundert v. Chr. |
4. Jahrhundert v. Chr. |
►

◄ | 450er v. Chr. | 440er v. Chr. | 430er v. Chr. | 420er v. Chr. |
410er v. Chr. |
►

◄◄ | ◄ | 440 v. Chr. | 439 v. Chr. | 438 v. Chr. | 437 v. Chr. |
436 v. Chr. |
435 v. Chr. |
434 v. Chr. |
► |
►►

## Ereignisse

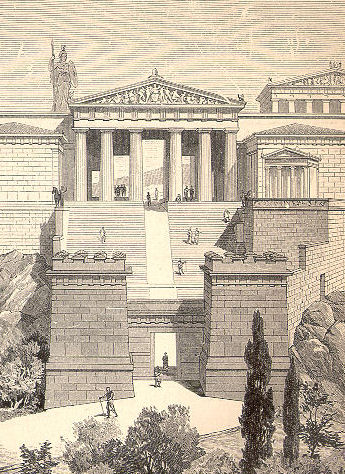
Propyläen der Athener Akropolis

Der athenische Architekt Mnesikles beginnt im Auftrag des Perikles mit dem Bau der Propyläen auf der Akropolis von Athen. Die Bauarbeiten müssen 432 v. Chr. wegen des Peloponnesischen Krieges eingestellt werden.